# Hughie Gallacher
Hugh Kilpatrick Gallacher (2. února 1903, Bellshill - 11. června 1957, Gateshead) byl skotský fotbalista.
Hrál na postu útočníka, hlavně za Airdrieonians FC, Newcastle United a Chelsea.

## Hráčská kariéra
Hughie Gallacher hrál na postu útočníka za Airdrieonians FC, Newcastle United, Chelsea, Derby County, Notts County, Grimsby Town a Gateshead. S 246 góly je historicky 10. nejlepším střelcem nejvyšší anglické ligy.
Za Skotsko hrál 20 zápasů a dal 23 gólů.

## Úspěchy
Airdrieonians
- Scottish Cup: 1924

Newcastle United
- Football League First Division: 1927